# Grand Prix Herning
Grand Prix Herning (GP Herning) er et endags landevejscykelløb, som bliver kørt i Midtjylland, Danmark. Løbet afholdes af Herning Cykle Klub, med start og mål i Herning.
Cykelløbet er kendetegnet ved sine  grusvejspaveér som giver mange punkteringer for rytterne. 
De mange pavér og defekter gør løbet hårdt og ender oftest men en enkelt rytter eller en lille gruppe kommer alene til opløbsstrækningen i Herning.
Grand prix Herning fik sin opblomstring i takt med Bjarne Riis 3 sejre 1996, samme år som han senere vandt Tour de France, og i 1997 samt 1998.
Det midtjyske løb blev i en årrække kørt som en del af UCI´s termin med en fast plads i det spirende forår og har her af fået tilnavnet "En forårsdag på heden" med en skjult hentydning til Paris-Roubaix som bliver kaldt "En forårsdag i helvedet".
Desværre har løbet flere gange haft økonomiske problemer og blev derfor ikke kørt i 2008. Løbet blev genoptaget i 2009, hvorefter det blev kørt frem til endnu en pause igen i 2012 grundet Giro d’Italias start i byen. I 2013 blev løbet kørt sidste gang som UCI løb.
I 2014 fik løbet en hjælpende hånd fra DCU der skrev løbet ind som en del af DCU Cup. Løbet er efterhånden blevet en tilbagevendende del af den danske cup serie.

## Vindere
| År                                    | Vinder                     | Toer                    | Treer               |
| ------------------------------------- | -------------------------- | ----------------------- | ------------------- |
| 1992                                  | Claus Michael Møller       | Søren Christiansen      | Kim Marcussen       |
| 1993                                  | Dennis Rasmussen           | Kim Malling Kiær        | Søren Petersen      |
| 1994                                  | Brian Smith                | Carl Christian Pedersen | Bo Hamburger        |
| 1995                                  | Frédéric Moncassin         | Bo Hamburger            | Søren Mønster       |
| 1996                                  | Bjarne Riis                | Jan Erik Østergaard     | Mikael Kyneb        |
| 1997                                  | Bjarne Riis                | Tayeb Braikia           | Frank Høj           |
| 1998                                  | Bjarne Riis                | Kurt-Asle Arvesen       | Gorazd Štangelj     |
| 1999                                  | Michael Sandstød           | Arvis Piziks            | Danny Jonasson      |
| 2000                                  | Michael Sandstød           | Jimmi Madsen            | Niko Eeckhout       |
| 2001                                  | Rudie Kemna                | Arvis Piziks            | Mark McCormack      |
| 2002                                  | Rudie Kemna                | Cezary Zamana           | Gordon McCauley     |
| 2003                                  | Frank Høj                  | Jeremy Hunt             | Magnus Bäckstedt    |
| 2004                                  | Frank Høj                  | Michele Bartoli         | Stefan Kupfernagel  |
| 2005                                  | Michael Blaudzun           | Joost van Leijen        | Jimmy Hansen        |
| 2006                                  | Allan Johansen             | Rik Reinerink           | Alex Rasmussen      |
| 2007                                  | Kurt-Asle Arvesen          | René Jørgensen          | Matti Breschel      |
| 2008 ikke afholdt                     |                            |                         |                     |
| 2008                                  | no race / not carried out  |                         |                     |
| 2009                                  | René Jørgensen             | Michael Reihs           | Allan Johansen      |
| 2010                                  | Alex Rasmussen             | Martin Mortensen        | Joost van Leijen    |
| 2012 ikke afholdt                     |                            |                         |                     |
| 2011                                  | Troels Vinther             | Michael Reihs           | Lars Bak            |
| 2013                                  | Lasse Norman Leth          | Martin Mortensen        | Rolf Stougård Broge |
| 2014                                  | Morten Øllegaard           | Troels Vinther          | Michael Carbel      |
| 2015                                  | Asbjørn Kragh Andersen     | Søren Kragh Andersen    | Sebastian Lander    |
| 2016                                  | Mads Würtz Schmidt         | Jonas Gregaard          | Rasmus Bøgh Wallin  |
| 2017                                  | Michael Carbel             | Andreas Kron            | Alexander Kamp      |
| 2018                                  | Troels Vinther             | Jonas Aaen Jørgensen    | Casper von Folsach  |
| 2020 aflyst pga. coronaviruspandemien |                            |                         |                     |
| 2019                                  | Andreas Stokbro            | Nicklas Amdi Pedersen   | Jacob Hindsgaul     |
| 2021                                  | Mads Østergaard Kristensen | Magnus Bak Klaris       | Niklas Larsen       |
| 2022                                  | Andreas Stokbro            | Mads Rahbek             | Mads Pedersen       |
| 2023                                  | Mathias Norsgaard          | Rasmus Bøgh Wallin      | Michael Valgren     |
| 2024                                  | Rasmus Søjberg Pedersen    | Daniel Stampe           | Erik Madsen         |
| 2025                                  | Stian Rosenlund Richter    | Niklas Larsen           | Mads Andersen       |

## Grusvejsstykker
Opdateret 2023
| Grusvej nr. | Kørte km | Km tilbage | Kat. | Vej                  | Længde i km |
| ----------- | -------- | ---------- | ---- | -------------------- | ----------- |
| 16          | 10,8     | 168,6      | 2    | Asbjergvej           | 1,50        |
| 15          | 33       | 146,4      | 1    | Nygårdsvej           | 2,30        |
| 14          | 43,3     | 136,1      | 2    | Skovbyvej            | 1,90        |
| 13          | 69,4     | 110        | 3    | Hveddevej            | 1,20        |
| 12          | 81       | 98,4       | 3    | Lavlundvej           | 1,90        |
| 11          | 90,1     | 89,3       | 3    | Brandholmvej         | 0,70        |
| 10          | 93,6     | 85,8       | 0    | Den Gyldne Middelvej | 2,00        |
| 9           | 102,1    | 77,3       | 3    | Nørregårdsvej        | 1,00        |
| 8           | 107,9    | 71,5       | 2    | Sandfeldvej          | 2,90        |
| 7           | 113,1    | 66,3       | 3    | Hjøllundvej          | 0,60        |
| 6           | 114      | 65,4       | 1    | Gottenborgvej        | 2,50        |
| 5           | 120,8    | 58,6       | 1    | Høgildgårdvej        | 3,75        |
| 4           | 142,4    | 37         | 2    | Femhøj               | 1,75        |
| 3           | 149,4    | 30         | 2    | Frølundvej           | 1,40        |
| 2           | 152,5    | 26,9       | 1    | "En markvej"/Buskvej | 1,90        |
| 1           | 161,5    | 17,9       | 3    | "En grussti"         | 0,60        |

## Pointskala
|     | Kategori | HC | 1 | 2 | 3 |
| Nr. |          |    |   |   |   |
| 1   |          | 12 | 9 | 6 | 3 |
| 2   |          | 8  | 6 | 4 | 2 |
| 3   |          | 4  | 3 | 2 | 1 |

## Store vindere igennem tiden
1992: Claus Michael Møller, Ordrup: Senere vinder af amatørernes udgave af Spanien Rundt, professionel hos TVM og Maia. 
1993: Dennis Rasmussen, Aarhus CK: Vinder af spurten mellem i alt syv mand, det største antal ryttere der er kommet samlet hjem til den afgørende spurt. Han blev senere professionel hos Team Chicky World i perioden 1998-99. 
1994: Brian Smith, Motorola: Skotten der tilmeldt dagen før løbet vandt, da han spurtbesejrede Carl Chr. Pedersen (Kalle). Kalle undskyldte sig dog ved, at han ikke havde hørt klokken ringe for sidste omgang, hvorfor han ikke spurtede med!
1995: Fréderic Moncassin, Novell: Den franske sprinter bedre kendt de senere år som den evige to'er har også været en af arkitekterne i ruteplanlægningen af det løb, som han aldrig formåede at vinde, nemlig Paris-Roubaix. 
1996, 1997 og 1998: Bjarne Riis, Team Telekom: Danmarks største cykelrytter gennem tiderne har selvfølgelig også vundet dette løb og som den eneste tre gange … vel at mærke i træk. Alle tre gange kom han alene hjem, noget som efterhånden er blevet en tradition. 
1999 og 2000: Michael Sandstød, Team home - Jack & Jones / Team Memory Card - Jack & Jones: Også Michael Sandstød har mestret kunsten at komme alene hjem. 
2001: Rudi Kemna, bankgiroloterij – Batavus (nr. 2 i Veenendaal-Veenendaal (UCI kat. 1.2) i april måned 2001) – Slog CSC/Worldonline's Arvis Piziks i spurten efter at have siddet i udbrud i 170 km. En Piziks som faktisk har ikke mindre end 5 top 10 placeringer i løbet: 2 x 2. plads, 1 x 4. plads, 1 x 5. plads og 1 x 8. plads.

## Citater om Grand Prix Herning
"Genialt løb. Virkelig imponerende. Internationalt snit. Suverænt af Herning Cykle Klub. Fem stjerner ud fem." Jens Veggerby, Herning Folkeblad Arkiveret 23. november 2016 hos  Wayback Machine, den 24.maj 1993
"Et godt løb, som minder lidt om Paris-Roubaix." Frédéric Moncassin, Herning Folkeblad, den 12.juni 1995
"En body-painted præmiepige, VIP-bus med forfriskninger, en MF'er som speaker og det trykte program, der lå og ventede på én på hotelværelset og resultatlisten sammesteds efter løbet. Hvad kan man så forlange mere ? Et cykelløb i topklasse!" Henrik Elmgreen, Cycling, den 19.maj 1996
"Der er jo også tennisspillere, der ikke er så gode på grus." Jens Veggerby's kommentar efter at være blevet sat på en grusvej, den 11.maj 1997
"Det er uden tvivl det bedste bud på et stort dansk cykelløb." Rolf Sørensen, Jyllands-Posten, den 25.maj 1998
"Jeg er mægtig glad for at vinde dette Danmarks største cykelløb." Bjarne Riis, BT, den 25.maj 1998
"Det er et kanonløb, men det er meget rart at kende vejene på forhånd." Jesper Skibby, Herning Folkeblad, den 25.maj 1998
"Løbet er det flotteste cykelløb, jeg har været med til på dansk grund." Rolf Sørensen, Herning Folkeblad, den 25.maj 1998
"Løbet er perfekt – det her kunne godt udvikle sig til det første danske World Cup-løb." Formanden for DCU, Peder Pedersen, Herning Folkeblad, den 25.maj 1998
"En dårlig rytter vinder ikke Grand Prix Midtbank, men gode ryttere kan blive slået ud af uheld." Henrik Elmgreen, Cycling, den 15.maj 1999
"Hele løbet virker meget gennemorganiseret." Chefkommisær Michael Andersson, Herning Folkeblad, den 18.maj 2000
”Dette var et av de kuleste rittene jeg kjørte. Elsket kombinasjonen med grusveiene. Et ritt for “menn” som Paris-Roubaix”. Kurt-Asle Arvesen, Gpherning.dk Arkiveret 6. november 2016 hos  Wayback Machine, den 3. November 2016 